# Constantin Antip
Constantin Antip (n. 27 octombrie 1925, Uncești, comuna Telejna (azi Zăpodeni), județul Vaslui – d. 21 februarie 2011, București) a fost un ofițer român, istoric al presei române și jurnalist militar.
După cursurile primare în satul natal, Constantin Antip a urmat studiile secundare la Școala Normală “Ștefan cel Mare” și apoi la Liceul Teoretic „Mihail Kogălniceanu”, unde, între 1942 și 1945 a fost președintele „Societății literare” din școală.
A studiat apoi - fără a finaliza cu o diplomă - dreptul, istoria și jurnalismul, la Iași și București.. A trecut prin diferite forme de pregătire politică, inclusiv la Școala Superioară de Partid "Ștefan Gheorghiu"
A fost titular al cursului de Istoria presei române, la Facultatea de ziaristică de la Academiei pentru învățământ social-politic și perfecționarea cadrelor de conducere „Ștefan Gheorghiu” de pe lângă C.C. al P.C.R București (1954-1984).

## Cariera publicistică și literară
A început să lucreze în 1945 ca redactor la gazeta „Vreme nouă” din Vaslui, pe care a condus-o apoi din 1946.
În octombrie 1948 a fost chemat în corpul ofițerilor, cu gradul de locotenent și încadrat în redacția cotidianului „Glasul Armatei” (publicație care din ianuarie 1952 și-a schimbat titlul în „Apărarea Patriei”). A început activitatea ca redactor (1948-1951) și a continuat-o ca șef de secție (1951-1953), redactor-șef adjunct (1953-1955), redactor-șef (1955-1959, 1962-1969).
Între 1955 și 1975 a făcut parte din conducerea „Uniunii Ziariștilor Profesioniști, din 1958 până în 1965 a fost redactor șef al revistei „Presa noastră”, organ al Uniunii Ziariștilor. Articolele acestei reviste aduc în atenția publicului problematica istoriei presei, nu doar a politicii. Iar cu ajutorul fondului de cărți ale Bibliotecii Centrale Universitare din București, scrie despre marile personalități ale României, dezbate subiecte, publică note, critici, recenzii asupra noilor cărți apărute, onorează rolul important al culturii și aduce un colectiv divers și pregătit în redacție. În 1967 s-a numărat printre fondatorii revistei Magazin Istoric, al cărei redactor-șef a fost până în 1968. Primul număr avea să apară în aprilie 1967 și aborda istoria reală, nu cea contrafăcută iar astfel apar articole despre asasinarea lui A.G. Duca și Armand Călinescu, curiozități din viața doamnei de Pompadour, pasiunile lui Petru cel Mare, secretele piramidelor, etc. A fost membru în Biroul Comisiei Naționale de Istorie Militară (1974) și, în perioada 1979-1980, președinte al Comisiei Naționale Române de Istorie a Presei.

## Activitatea politică
În tinerețe a devenit membru al tineretului PSDR, apoi al PCR, al Biroului Comitetului Județean Vaslui.
După 20 de ani de activitate în armată, la 23 august 1968, Constantin Antip a fost înaintat la gradul de general-maior. La sfârșitul anului 1969, a fost numit adjunct al secretarului Consiliului Politic Superior din Ministerul Apărării Naționale membru în Direcția Generală a Presei și Tipăriturilor (instituție care a fost înființată în anul 1949, transformată în Comitetul pentru Presă și Tipărituri în 1975 și desființată în 1977). A lucrat aici până în 1975, când a fost numit directorul Muzeului Militar Central, funcție pe care a ocupat-o până la pensionare, în 1987.

## Scrieri

### Ca autor
- Contribuții la istoria presei române, 210 pagini, ed. Uniunea ziariștilor din Republica Popularǎ Romînǎ, 1964
- Trepte peste timp – Biografii și radiografii istorice, 168 pagini Editura militară, 1970
- Războiul popular în istoria universală (de la comuna antică la Comuna din Paris), 178 pagini, ed. Militară, 1976;
- Istoria presei române, ed. Academia „Ștefan Gheorghiu”, Facultatea de ziaristică, 1979
- Publicistica militară în serviciul apărării naționale: itinerar istoric, Ed. militară, 1983,
- Națiunea și rolul ei în secolele al XIX-lea și al XX-lea.
- România și Tratatul de la Varșovia, p. 270, ed. Pro historia, 2005, ISBN 973-87066-4-5

### În colaborare
- Constantin Antip (colonel), Gh. Bejancu (colonel): Forțele armate ale Republicii Socialiste România, 72 pagini, Editura Militară, 1966
- General-maior Constantin Antip (coordonator), dr. Mihai Maxim, Cornel Scafeș: Istorici români și străini despre războiul de independență al României (1877-1878), 328 p., Editura Militară, 1979
- Constantin Antip, Constantin Olteanu: Comandamentul Armatei Române în Campania din 1877-1878, 205 p. A5, Editura Albatros, 1998, ISBN 9789732404324

## Premii
- Premiul Nicolae Bălcescu al Academiei Române pentru contribuția la volumul „România în războiul de independență”.